# Ari Clemente
Ari Paulino Clemente da Silva, mais conhecido como Ari Clemente (Araraquara, 7 de janeiro de 1939), é um ex-futebolista brasileiro que atuava como lateral-esquerdo.

## Carreira
Ari Clemente começou nos infantis do Corinthians, onde se profissionalizou no final dos anos 1950. Segundo o historiador Celso Unzelte, "impôs respeito à defesa até ser vendido ao Bangu". É mais conhecido por uma entrada que deu em Pelé durante um jogo-treino contra a seleção brasileira às vésperas da Copa do Mundo de 1958, que quase tirou o meia santista do torneio por contusão. A entrada não teria sido proposital, segundo outros jogadores, e o próprio Pelé, cinquenta anos depois, confirmaria essa versão: "Quando tive a contusão, que foi casual, começaram a dizer que o Ari Clemente foi maldoso, mas ele não teve intenção." Apesar disso, segundo uma lenda citada por Unzelte, Pelé teria ficado tão irritado com a entrada e triste com a possibilidade de ser cortado da Copa do Mundo, que jurou que enquanto ele, Pelé, jogasse futebol, o Corinthians nunca seria campeão paulista novamente. Coincidência ou não, o título seguinte do alvinegro, o Paulista de 1977, só seria conquistado doze dias depois de Pelé encerrar a carreira, nos Estados Unidos.
Ari defendeu a seleção brasileira uma vez, em 29 de junho de 1961, numa vitória por 3 a 2 contra o Paraguai, no Maracanã, atuando os noventa minutos. Foi vendido ao Bangu em 1965 sem nunca ter marcado um gol pelo Corinthians. Estreou pelo time carioca em um amistoso contra a Tuna Luso, entrando no lugar de Nilton dos Santos. Com o Bangu foi campeão carioca em 1966. Mais tarde ainda defenderia o Saad, de São Caetano do Sul, antes de encerrar a carreira, em 1971. Após pendurar as chuteiras, trabalhou como segurança de diretoria para o Banco Safra por vinte anos.

## O Bangu virou "Houston Stars"
Em 1966, um grupo de empresários criou uma nova liga de futebol a North American Soccer League (NASL), em concorrência com a National Professional Soccer League (NPSL).
Em 1967, o Bangu foi convidado a participar de um torneio nos Estados Unidos promovido pela NASL, representando o Houston Stars. Além do Bangu, outros clubes a redor do mundo foram convidados e representaram clubes norte-americanos: Los Angeles Wolves (Wolverhampton, da Inglaterra), San Francisco Golden Gate Gales (ADO Den Haag, da Holanda), Chicago Mustangs (Cagliari, da Itália), Vancouver Royal Canadians (Sunderland, da Inglaterra) e Dallas Tornado (Dundee United, da Escócia).